# Syzygium decussatum
Syzygium decussatum là một loài thực vật có hoa trong Họ Đào kim nương. Loài này được (A.C.Sm.) Biffin & Craven mô tả khoa học đầu tiên năm 2005.